# Heinrich Schmidt (Rechtsanwalt)
Heinrich Schmidt (* 15. Juni 1873) war ein deutscher Rechtsanwalt und Notar. Er war Rechtsberater beim Kalisyndikat.

## Leben
Schmidt führte den Vorsitz in den Aufsichtsräten verschiedener Firmen im norddeutschen Raum.
Er war Vorstandsmitglied der Brabag, Aufsichtsratsmitglied der Dresdner Bank und Aufsichtsratsvorsitzender der Wintershall und der Asphalt-Fabik Schlesing Nachfolger Hannover. Er hatte Posten bei der Bergbaugesellschaft Teutonia AG, Continental-Asphalt AG, Gebrüder Damman Bank AG, Dt. Asphalt AG, Kali-Bank AG und der Bergbau AG Lothringen.
Er vertrat die Kaliindustrie im Freundeskreis Reichsführer SS.
Laut Aussage von Karl Lindemann war er sehr intim mit August Rosterg und seine Beziehung zu Fritz Kranefuß, dem Adjutanten Heinrich Himmlers war wie die eines Vaters zu seinem Sohn.